# Orawski Mały Stawek
Orawski Mały Stawek – naturalny, stały zbiornik wodny na południowych stokach Babiej Góry w Beskidzie Żywieckim, jeden z najwyżej położonych stawków w masywie babiogórskim.

## Położenie
Leży na wysokości 1468 m n.p.m. w wyraźnym zagłębieniu terenowym, ok. 760 m na południe od wierzchołka Babiej Góry i ok. 150 m na wschód od granicy państwowej polsko-słowackiej. Położony jest w strefie kosodrzewiny, nieco powyżej źródlisk Szumiącego Potoku i dawnej polany Kotarnia Młaka. Niedostępny dla turystów.

## Pochodzenie
Staw jest zbiornikiem wodnym typu wannowego, powstał na dnie starej niszy osuwiskowej, której dno zostało uszczelnione ilastym materiałem mineralnym.

## Hydrografia
Kształt stawu jest nieregularny. Jego największa długość wynosi ok. 8 m, szerokość do 4 m, a powierzchnia średnio ok. 22 m². Maksymalna głębokość (według danych z 1977 r.) ok. 0,2 m. Brzegi częściowo zarosłe kosodrzewiną, częściowo roślinnością trawiastą. Dno nieporośnięte, nieco muliste, woda przezroczysta.
Stawek zasilany jest obficie od strony północnej dwoma przybrzeżnymi źródłami wysiękowymi. Od strony południowej posiada wyraźny odpływ powierzchniowy w postaci strugi wijącej się wśród kosodrzewiny.